# Устрялов, Фёдор Герасимович
Фёдор Герасимович Устрялов (1808—1871) — русский юрист, главный редактор-составитель «Свода военных постановлений», генерал-интендант, член Военного совета Российской империи. Тайный советник.

## Биография
Родился 7 (19) февраля 1808 года в селе Богородицкое Малоархангельского уезда Орловской губернии в семье Герасима Трифоновича Устрялова (1766—1830) — управляющего имением и крепостного  князя Ивана Борисовича Куракина . В семье было 13 детей (5 из них умерло в младенчестве), в их числе четыре сына: Николай (1805—1870), Фёдор, Александр (1813—1831), Иван (1818—1861). В 1818 году семья Устряловых получила вольную.
В 1816 году был определён в Орловское уездное училище, откуда через полтора года за отличные успехи был переведён в гимназию, где с 1816 года уже учился его старший брат Николай.
Высшее образование получил в Санкт-Петербургском университета, окончив в 1826 году историко-филологический факультет со степенью действительного студента. С 12 июня 1826 года поступил в дежурство Корпуса инженеров путей сообщения на вакансию аудиторского ученика; в декабре того же года был утверждён в чине 10-го класса; 28 февраля 1828 года был назначен помощником журналиста, 13 марта — помощником столоначальника. По преобразованию в 1829 году дежурства в штаб Корпуса путей сообщения 10 сентября назначен столоначальником; затем ровно через год произведён в титулярные советники.
Одновременно с исправлением прямых своих обязанностей Устрялов с апреля 1830 года преподавал в Институте путей сообщения всеобщую историю и перевёл на русский язык сочинение Боплана «Описание Украйны в XVII веке», за что был награждён бриллиантовым перстнем.
24 июля 1832 года назначен столоначальником в комиссариатский департамент Военного министерства. Здесь на него возлагались поручения по составлению проекта наказа комиссариатскому департаменту, проекта учреждения Военного министерства, положений о казённых заготовлениях военного ведомства и о комиссариатских комиссиях, а более всего он занимался составлением «Свода военных постановлений».
14 декабря 1833 года он получил должность начальника отделения; 14 апреля 1834 года произведён в коллежские асессоры; затем участвовал в трудах комитетов: для избрания образцов мундирных и аммуничных вещей (с 20 апреля 1835 года) и для рассмотрения и пополнения госпитального устава (с 27 апреля 1836 года). 20 апреля 1837 года произведён в надворные советники; 3 мая 1838 года причислен к военно-походной Его Императорского Величества канцелярии для занятий по продолжению «Свода военных постановлений»; 26 марта 1839 года получил чин коллежского советника.
В апреле 1841 года Устрялов был прикомандирован к канцелярии Военного министерства, где почти в продолжение девяти месяцев исправлял должности начальника 2-го отделения, юрисконсульта и начальника счётного отделения. 29 декабря переведён в канцелярию и утверждён в должности начальника 2-го отделения. Новое назначение не отвлекало его, однако, от постоянных занятий по продолжению «Свода военных постановлений». Продолжая работать по этому предмету, 26 марта 1843 года он был произведён в статские советники и, по образовании в канцелярии Военного министерства нового 4-го отделения, 22 мая того же года назначен главным редактором «Свода военных постановлений», управляющим 4-м отделением и вместе с тем состоящим для особых поручений при Военном министре.
Но этим не ограничивались его обязанности. В первый период службы своей в канцелярии Устрялов составил и обработал «Устав для управления армиями»; состоял членом комитетов: о соглашении постановлений о празднествах евреев с служебными их обязанностями; для изыскания средств к уменьшению переписки по военному ведомству; для пересмотра постановлений о военных кантонистах; для отыскания и призрения осиротевших от холеры; для изыскания способов о сокращении расходов по военному министерству и членом контрольного комитета.
15 апреля 1845 года Устрялов был произведён в действительные статские советники; в апреле 1847 года пожалован бриллиантами украшенной табакеркой с вензелем Его Величества; 29 марта 1850 года избран от потомственных дворян гласным Петербургской городской общей думы и состоял в этой должности до 5 августа 1852 года. 13 апреля 1852 года умерла от чахотки жена Вера в возрасте 26 лет. Погребена на православном кладбище св. Марка г. Вена.
11 апреля 1853 года Устрялов по расстроенному здоровью был уволен от должности главного редактора «Свода военных постановлений» и управляющего 4-м отделением канцелярии Военного министерства, но одновременно с этим назначен главным редактором по приготовлению «Свода военных постановлений» ко второму изданию.
1 января 1854 года он снова возвратился в канцелярию Военного министерства, получив назначение на должность вице-директора, а через полтора года назначен управляющим канцелярией. Произведённый 15 апреля 1856 года в тайные советники, в мае Устрялов сдал управление канцелярией и оставлен состоять для особых поручений при Военном министерстве.
5 июля 1859 года назначен членом Военно-кодификационной комиссии; в 1864 году награждён орденом Белого орла за труды по разработке и редакции проекта положения об административной частн и устройстве военно-окружных управлений и назначен сначала управляющим комиссариатским департаментом, а вскоре затем генерал-интендантом Военного министерства; к 1866 году закончено под его руководством составление полного свода нормальных табелей о вещевом довольствии войск и сам он назначен 28 октября членом Военного совета, в звании которого и прожил свои последние годы.
Скончался 14 (26) марта 1871 года.
Устрялову приписывают брошюру «Усмирение Венгерского мятежа 1849 г.» (СПб., 1855).

## Награды
Среди прочих наград Устрялов имел ордена:
- Орден Святого Владимира 4-й степени (29 марта 1836 года)
- Орден Святого Станислава 2-й степени (6 декабря 1837 года, «за особые занятия по составлению положений о казённых заготовлениях военного ведомства и о комиссариатских комиссиях».)
- Орден Святой Анны 2-й степени (17 апреля 1838 года, императорская корона к этому ордену пожалована 6 декабря 1839 года)
- Орден Святого Владимира 3-й степени (6 апреля 1841 года)
- Орден Святого Станислава 1-й степени (12 февраля 1846 года, «за составление Устава об управлении армиями»)
- Орден Святой Анны 1-й степени (6 декабря 1848 года, императорская корона к этому ордену пожалована 8 апреля 1851 года)
- Орден Святого Владимира 2-й степени (11 апреля 1854 года)
- Орден Белого орла (19 апреля 1864 года)
- Орден Святого Александра Невского (20 апреля 1869 года)

## Семья
В январе 1855 года Ф. Г. Устрялов женился (вторым браком) на дочери полковника Софии Николаевне Дуровой (1829—1899). Венчание происходило в Александро-Невской церкви при Санкт-Петербургском училище Военного ведомства. Они имели сыновей: Владимира (1857—?), Павла (1859—1886), Алексея (1860—?).

## Комментарии
1. ↑  В томе 3 сборника «Столетие Военного министерства» указываются: в отделении 4 — что он учился Московском университете; в отделении 5 — что курс наук он окончил в Петербургском университете. Его старший и младший братья также окончили Петербургский университет.